# Il Giasone
Il Giasone (El Jasó) és una òpera amb un pròleg i tres actes de Francesco Cavalli segons un llibret de Giacinto Andrea Cicognini. Va ser estrenada al Teatro San Cassiano durant els carnavals venecians el 5 de gener de 1649.
La trama està basada en el mite grec de Jasó segons Apol·loni Rodi, però l'òpera conté també diversos elements còmics. Com totes les òperes venecianes d'aquest període, les escenes al·lusives al drama clàssic (l'expedició dels Argonautes) es veuen trufades d'escenes còmiques amb llargs passatges cantats i recitatius a càrrec de dides, criats i altres sers de tipus humorístic.
L'orquestra és molt modesta, però no manquen jocs intel·ligents de la corda.